# Dawn-Euphemia (Ontario)
Dawn-Euphemia to gmina (ang. township) w Kanadzie, w prowincji Ontario, w hrabstwie Lambton.
Powierzchnia Dawn-Euphemia to 445,05 km².
Według danych spisu powszechnego z roku 2001 Dawn-Euphemia liczy 2369 mieszkańców (5,32 os./km²).